# Oscar Kjellberg
Oscar Kjellberg (21. září 1870 Arvika – 5. červenec 1931 Göteborg) byl švédský inženýr, vědec, vynálezce a zakladatel společnosti ESAB. Výsledky jeho píle a neúnavné činnosti pomohly zásadním způsobem vylepšit metody svařování a významně posunuly oblast bádání svařování kovů vpřed.

## Biografie
Oscar Kjellberg se narodil 21. září 1870 v městečku Arvika, které leží v provincii Värmland, Johannesu a Karolině Kjellbergovým jako nejstarší syn z pěti dětí. Jeho otec na začátku 80. let emigroval do Kanady, aby se tam živil jako dělník při výstavbě železnice a mohl tak podporovat svou rodinu. Krátce po svém příjezdu do Kanady se ale stal obětí tragické nehody.
Pro Oscara Kjellberga a jeho rodinu byly následující roky velmi obtížné, neboť pokračoval ve studiu až do šestnácti let, kdy nastoupil jako učeň do Kristinehamnských strojních závodů. Byl to velmi tvrdě pracující žák, který po večerech studoval odbornou literaturu. V osmnácti nastoupil k švédskému rejdaři Axelu Broströmovi, u kterého pracoval jako strojník – učeň. Na lodích Broströmovy flotily se plavil čtyři roky. Poté se stal konstrukčním inženýrem v Kockumových loděnicích v Malmö, aby dál pokračoval ve svých studiích, která úspěšně zakončil zkouškou v roce 1896. V následujících dvou letech se během služby na dalších lodích stále vzdělával a v roce 1898 složil zkoušku na pozici hlavního inženýra. Poté dostal příležitost ke studiím v Německu, která také v roce 1902 úspěšně zakončil zkouškou lodního inženýra. Následující rok si doplnil vzdělání elektrotechnického směru.
V roce 1903, po patnácti letech zkušeností a obdivuhodně důkladné teoretické přípravě, si Oscar Kjellberg pronajal malou dílnu v přístavu Göteborgu, kde začal experimentovat s obloukovým svařováním za účelem dosažení stejně kvalitního svaru jako základního (svařovaného) materiálu a při možnosti libovolné svařovací polohy.
V roce 1904 se mu podařilo úspěšně opravit několik mrazem poškozených švédských válečných lodí, které mu vyneslo pozornost velkých loďařských společností. To mu pravděpodobně pomohlo financovat vývoj svařovacích metod a založit vlastní společnost ESAB 12. září 1904. Tentýž rok podal první patent přesně popisující postup svařování, a o dva roky později další patent na elektrické zařízení pro dynamo.
Svým nejvýznamnějším vynálezem posunul svařování o obrovský kvalitativní skok dopředu. Svojí soustředěnou cílevědomostí a pílí vynalezl tavidlem obalenou kovovou elektrodu, kterou si spolu s metodikou nechal patentovat 29. června 1907. Výsledky jeho práce se využívají více než 100 let až do dnešní doby jako ruční obloukové svařování obalenou elektrodou.
Prodej licencí tohoto patentu mu umožnil financovat rozvoj společnosti ESAB a založení dceřiné společnosti Anglo-Swedish Electric Welding Co. v Anglii v roce 1911. Nová metoda se uplatnila hlavně při opravách nýtovaných spojů lodí a lodních kotlů. Pro stavbu celosvařovaných lodí musel Kjellberg obhajovat svoji metodu v odborných kruzích nejen ve Švédsku. Proto se Kjellber pustil do výstavby flotily malých svařovaných lodí. První celosvařovanou lodí byl člun ESAB IV, který byl spuštěn na vodu 29. prosince 1920.
V roce 1921 založil dceřinou společnost Kjellberg Elektroden GmbH v Berlíně určenou pro výrobu elektrod. Továrna na výrobu svařovacích zdrojů byla vybudována v německém Finsterwaldu v roce 1922. První svařovací zdroje byly prodány o rok později.
Od založení společnosti ESAB až do své smrti v jednašedesáti letech pracoval Oscar Kjellberg s plným nasazením ve všech svých aktivitách od vývoje až po vedení společnosti. Zemřel 5. července 1931 ve své pracovně. Zanechal po sobě manželku a čtyři děti, z nichž nejmladší syn Björn pokračoval v otcových šlépějích.
Oscar Kjellberg byl za svou píli a úsilí oceněn několika vyznamenáními – včetně Zlaté medaile Královské švédské akademie technických věd v roce 1927.

## Vynálezy a patenty
První patent Oscar Kjellberg podal 1. října 1904. Patent přesně popisoval metodiku svařování, založenou na tehdy dostupných znalostí z oblasti obloukového svařování. Druhý patent v roce 1906 na elektrický spínač, který reguloval výstup stejnosměrného proudu z rotačního generátoru.
Nejvýznamnějším počinem byl vynález kovové elektrody obalené nevodivým materiálem, který se při hoření elektrického oblouku tavil a ze kterého se uvolňoval oxid uhličitý. Tak se tvořila ochranná atmosféra, která chránila roztavený svar proti působení okolní atmosféry, resp. nežádoucích plynů, zejména kyslíku a dusíku. Nežádoucí atmosférické plyny totiž způsobovaly křehnutí a pórovitost svarů. Patent byl podán 29. června 1907.

### Dostupné patentové dokumenty
- Elektrode und Verfahren zum elektrischen Löten. Původce vynálezu: Oscar KJELLBERG.  Německá říše. Patentový spis 231733. 1908-06-28. Dostupné: <online> [cit. 2011-03-21]. (německy) Archivováno 4. 3. 2016 na Wayback Machine.

- Electric Welding, Brazing, or Soldering. Původce vynálezu: Oscar KJELLBERG.  USA, United States Patent Office. Patentový spis 948764. 1910-02-08. Dostupné: <online> [cit. 2011-01-30]. (anglicky)